# 千貫陽祐
千貫 陽祐(せんがん ようすけ、1984年3月14日 - ) は、日本プロ麻雀協会に所属する競技麻雀のプロ雀士。

## 獲得タイトル
第15回オータムCS優勝